# Banes
Banes – miasto na Kubie, w prowincji Holguín. W 2004 miasto zamieszkiwało 81 274 osób. Miejsce urodzenia kubańskiego polityka Fulgencio Batisty.
Ośrodek handlowy regionu rolniczego. W mieście rozwinął się przemysł cukrowniczy, drzewny oraz skórzany.